# Mîslova, Pidvolociîsk
Mîslova (în ucraineană Мислова) este o comună în raionul Pidvolociîsk, regiunea Ternopil, Ucraina, formată numai din satul de reședință.

## Demografie
Componența lingvistică a comunei Mîslova
     Ucraineană (99,36%)
     Alte limbi (0,64%)
Conform recensământului din 2001, majoritatea populației comunei Mîslova era vorbitoare de ucraineană (99,36%), existând în minoritate și vorbitori de alte limbi.